# Cal Carnisser (Sanaüja)
Cal Carnisser és un edifici del municipi de Sanaüja (Segarra) que forma part de l'Inventari del Patrimoni Arquitectònic de Catalunya.

## Descripció

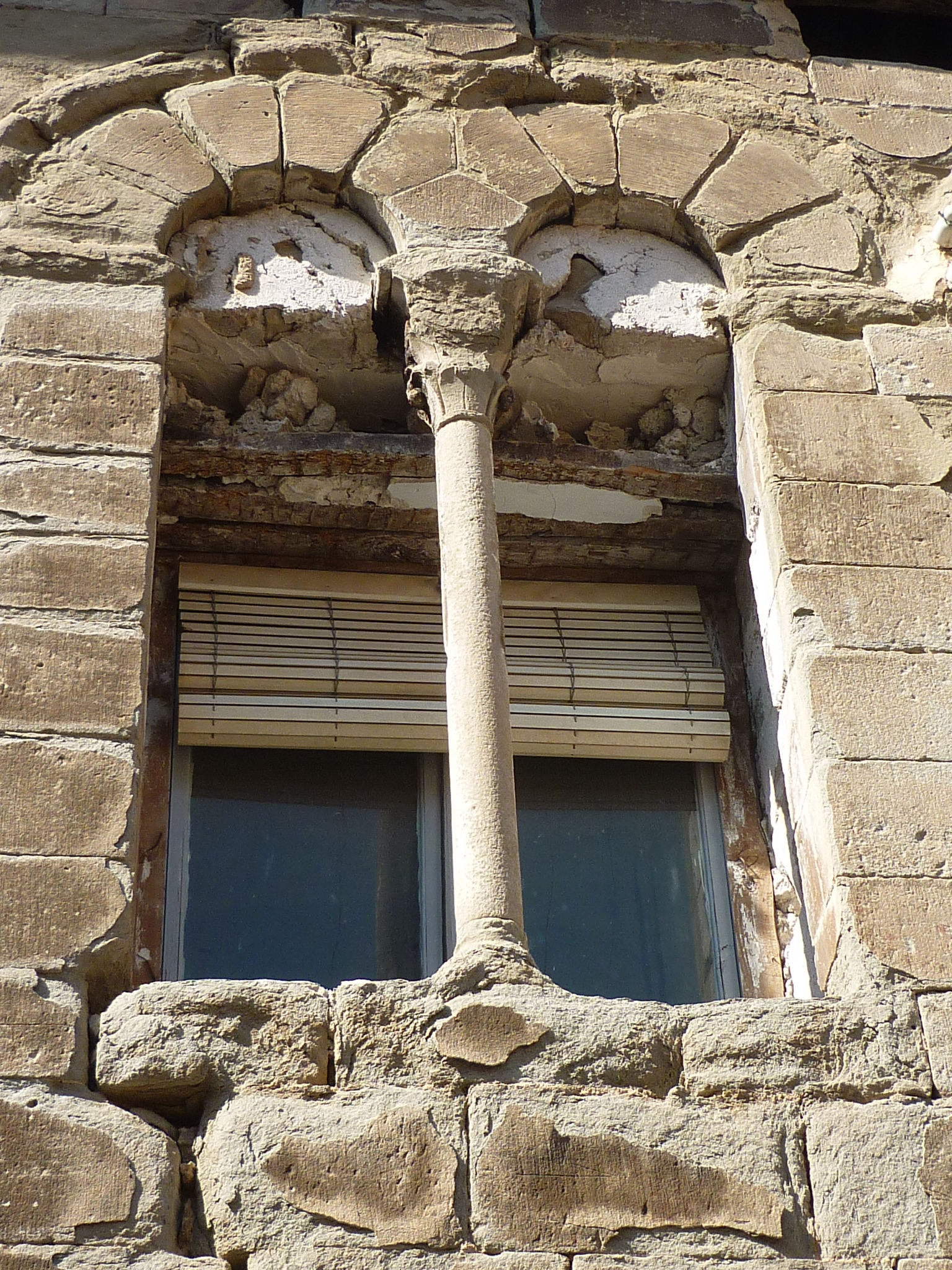
Finestral geminat

És una casa situada al centre del carrer Major, estructurada amb planta baixa, primera planta i golfes, realitzada amb carreus regulars de mitjanes dimensions disposats en filades.
A la planta baixa, com a única obertura, hi ha la porta principal d'arc de mig punt adovellat, on destaca la tercera dovella començant per l'esquerra on apareix la inscripció "Sold.", amb lletres negres, actualment molt malmesa, que fa referència a l'allotjament de militars durant les guerres carlines del segle xix.
A la primera planta destaquen dos finestrals geminats, actualment tapiats, amb doble arc de mig punt peraltats amb capitell central, únicament visible al finestral situat a l'esquerra, que coronava la columna central que separava els dos arcs. El finestral de la dreta, va ser modificat posteriorment per a adaptar-hi un balcó.
A les golfes destaca una petita finestra rectangular per il·luminar el seu interior.